# 自攜設備
自攜電子設備（BYOD, Bring Your Own Device）亦稱自攜技術（BYOT, Bring Your Own Technology）、自攜電話（BYOP, Bring Your Own Phone）或自攜電腦（BYOPC, Bring Your Own PC）是一種允許員工使用個人行動裝置進入他們工作區域並用以處理公司資訊與應用程式的作業方式。學生帶著他們自己的裝置上課的運作方式也是相同道理。
自攜設備的作業方式在市场上已經十分普遍。在巴西與俄羅斯這些快速成長的市場裡，大約有75%的員工使用自攜設備作業。而在發展中市場裡，亦有44%的員工使用自攜設備工作。在大多數的案例裡，這個趨勢已不可避免。許多公司都相信，員工使用自攜設備會更有生產力。開放使用自攜設備可以提升員工士氣與便利性，並能讓你的員工認為你是個好老闆。更多研究指出，開放使用自攜設備更能吸引新的員工，因為44%的求職者認為允許使用自攜設備的工作更吸引他們。

## 外部連結
- 7 Myths About BYOD Debunked （页面存档备份，存于）: BYOD in an education environment, by The Lisa Nielsen
- Ovum's multi-market Q4 2012 BYOD survey （页面存档备份，存于） by Ovum
- Gartner: Security seen as major obstacle to BYOD （页面存档备份，存于）
- 6 Reasons To Care About BYOD （页面存档备份，存于） by Renuka Rana
- BYOD Design Considerations Guide （页面存档备份，存于）